# Ministerul groazei (roman)
Ministerul groazei (The Ministry of Fear, 1943) este un roman de spionaj de Graham Greene. A fost publicat pentru prima dată în Marea Britanie de William Heinemann. Green, folosind forma unui thriller cu spioni în tradiția romanului Cele treizeci și nouă de trepte de John Buchan, revine la studiul atitudinii personale a unei persoane într-o perioadă de revoltă globală, problema compasiunii și a „uciderii din milă”.
Titlul este explicat în carte. Regimul nazist, în țările pe care le-a controlat și în cele pe care intenționa să le submineze, a adunat informații despre diverse persoane pentru a-i șantaja în scopul de a-i convinge să coopereze. Acest lucru Greene l-a numit ministerul fricii/groazei. 
Romanul a fost ecranizat în 1944, în regiza lui Fritz Lang, cu Ray Milland și Marjorie Reynolds în rolurile principale.

## Comparație între roman și film
Protagonistul lui Graham Greene, Arthur Rowe (Stephen Neale în film), este profund chinuit de vinovăție pentru că și-a ucis soția. În film, aceasta este o simplă ucidere prin milă, o sinucidere asistată. În carte, Rowe strecoară otrava în laptele soției sale – „ce gust ciudat are”, spune ea – și o lasă să moară singură. În ciuda constatării oficiale a unei ucideri din milă, el crede „că a avut dreptate, iar justiția l-a condamnat”. El știe că fapta nu a fost doar de a pune capăt suferinței ei, cât de a pune capăt și suferinței sale. Acest sentiment copleșitor de vinovăție, care pătrunde în roman de la început până la sfârșit, este absent din film.
Filmul omite toată perioada de încarcerare a lui Rowe în azilul privat al doctorului Forester, când Rowe are amnezie după ce bomba din valiza-capcană  cu cărți a explodat. Treptat își dă seama că instituția este condusă de agenți naziști și că deținuții care află prea multe sunt eliminați. Deși este dureros să-și recapete amintirile, își dă seama că trebuie să-și amintească tot ce poate și să evadeze ca să informeze poliția.
Femeia de care se îndrăgostește, Anna Hilfe (Carla Hilfe în film), în filmul lui Fritz Lang nu este implicată în activitățile de spionaj ale fratelui ei. În roman, ea nu-și împușcă mortal fratele și nu există niciun schimb de focuri pe acoperiș cu agenții naziști. Fratele ei Willi Hilfe, înarmat cu o armă cu un singur glonț, se sinucide (în roman), într-o toaletă din gară, atunci când își dă seama că nu poate scăpa. Anna (Carla) trebuie să se teamă toată viața ei că va fi demascată ca spion, la fel cum Rowe (Neale) se teme de expunerea sa ca un criminal. Merg mai departe împreună, îndrăgostiți, dar în carte nu seamănă deloc cu cuplul fericit și lipsit de griji portretizat în film: „Vor trebui să pășească cu grijă toată viața, să nu vorbească niciodată fără să se gândească de două ori... Nu vor ști niciodată ce înseamnă să nu le fie frică..." Astfel, această temă, nu urmărirea de spionaj din film, este în centrul romanului lui Graham Greene.

## Traduceri
traduceri de Petre Solomon
- Ministerul groazei, Editura pentru Literatura Universală, 1965
- Ministerul groazei, Editura Sirius, 1991
- Ministerul groazei, Editura Sirius, 1992
- Ministerul groazei, Editura Polirom, 2006, ISBN 973-46-0349-3